# U-6 (1935)
U-6 — малая U-boat типа IIA, времён Второй мировой войны. Заказ на постройку был отдан 2 февраля 1935 года. Лодка была заложена на верфи судостроительной компании Deutsche Werke, Киль 11 февраля 1935 года под заводским номером 241. Спущена на воду 21 августа 1935 года. 7 сентября 1935 года принята на вооружение и под командованием обер-лейтенанта Людвига Матеса вошла в состав Unterseebootsschulflottille.

## История службы
Совершила два боевых похода, успехов не достигла. Выведена из состава флота 1 августа 1944 года в Готенхафене.
В предвоенные годы U-6 была престижным назначением для капитанов ВМС Германии, и все её командиры являлись ветеранами Первой мировой войны. Однако с началом Второй мировой войны стало болезненно четко ясно, что U-6 и её сестры неспособны соревноваться с бо́льшими и более быстрыми субмаринами других стран, поэтому после первого похода в Балтийское море, U-6 не назначалась в боевое дежурство вплоть до марта 1940 года, когда вся доступная Кригсмарине техника была брошена на поддержку вторжения в Норвегию. Во время этой кампании длиной в месяц, серия лодок, к которой принадлежала U-6 испытали множество потерь, и завоевали себе славу категорически ненадёжных, в результате чего они все были переведены в учебную флотилию, где и оставались до конца войны.
На Балтике офицеры-кадеты оттачивали на U-6 и её сестрах навыки, востребованные ими в дальнейшем в Битве за Атлантику, а некоторые из её походов заводили её даже на советскую территорию, во время Операции «Барбаросса», однако, в отличие от её сестер, U-6 так и не нашла ни одной цели для атаки. Летом 1944 года, в связи с нехваткой топлива и общей репутацией субмарин типа II, опустившейся до полной катастрофы благодаря большому количеству фатальных инцидентов, U-6 была выведена со службы и поставлена на хранение в Готенхафене с сильно обрезанной командой (для поддержания в рабочем состоянии). Там она и оставалась вплоть до мая 1945 года, когда инженерная команда подорвала её с целью недопущения захвата противником.

### Первый поход
24 августа 1939 года U-6 вышла из Нойштадта, имея задачей наблюдение за грузовыми перевозками в Каттегат.
29 августа 1939 года ненадолго заходила в Киль для дозаправки.
13 сентября 1939 года, закончив поход, окончательно вернулась в Киль.

### Второй поход
4 апреля 1940 года U-6 вновь вышла из Вильгельмсхафен в боевой поход для поддержки сил вторжения в операции «Везерюбунг» (вторжение в Норвегию). Совместно с U-2, U-3 и U-5 составила Восьмую Группу.
С 10 апреля по 17 апреля безуспешно патрулировала район Листера, Норвегия.
19 апреля 1940 года вернулась в Вильгельмсхафен.

### Судьба
Выведена из состава флота 1 августа 1944 года в Готенхафене. Скорее всего впоследствии разделана на металл так же как и её сёстры типа IIA.

## Командиры
- 7 сентября 1935 года — 30 сентября 1937 года — обер-лейтенант цур зее (с 1 июня 1937 года капитан-лейтенант) Людвиг Матес (нем. Oberleutnant zur See Ludwig Mathes)
- 1 октября 1937 года — 17 декабря 1938 года — обер-лейтенант цур зее Вернер Хейдель (нем. Oberleutnant zur See Werner Heidel)
- 17 декабря 1938 года — 26 ноября 1939 года — обер-лейтенант цур зее Иоахим Матц (нем. Oberleutnant zur See Joachim Matz)
- ноябрь 1939 года — декабрь 1939 года — обер-лейтенант цур зее Ганс-Бернард Михаловский (нем. Oberleutnant zur See Hans-Bernhard Michalowski) (ВрИО командира?)
- 27 ноября 1939 года — 17 января 1940 года — обер-лейтенант цур зее Отто Хармс (нем. Oberleutnant zur See Otto Harms)
- 31 января 1940 года — 10 июля 1940 года — обер-лейтенант цур зее Адальберт Шнее (нем. Oberleutnant zur See Adalbert Schnee) (Кавалер Рыцарского Железного креста)
- июнь 1940 года — июль 1940 года — обер-лейтенант цур зее Георг Петерс (нем. Oberleutnant zur See Georg Peters)
- 11 июля 1940 года — март 1941 года — обер-лейтенант цур зее Йоханнес Либе (нем. Oberleutnant zur See Johannes Liebe)
- март 1941 года — 30 сентября 1941 года — обер-лейтенант цур зее (с 1 апреля 1943 года капитан-лейтенант) Эберхард Бопст (нем. Oberleutnant zur See Eberhard Bopst)
- 1 октября 1941 года — август 1942 года — обер-лейтенант цур зее Герберт Брюнингаус (нем. Oberleutnant zur See Herbert Brüninghaus)
- август 1942 года — сентябрь 1942 года — обер-лейтенант цур зее Пауль Юст (нем. Oberleutnant zur See Paul Just)
- сентябрь 1942 года — 19 октября 1942 года — обер-лейтенант цур зее Герберт Брюнингаус (нем. Oberleutnant zur See Herbert Brüninghaus)
- 20 октября 1942 года — июнь 1943 года — лейтенант цур зее (с 1 апреля 1943 года обер-лейтенант цур зее) Отто Нитманн (нем. Leutnant zur See Otto Niethmann)
- июнь 1943 года — 16 апреля 1944 года — обер-лейтенант цур зее Алоиз Кёниг (нем. Oberleutnant zur See Alois König)
- август 1943 года — октябрь 1943 года — лейтенант цур зее Хорст Хайтц (нем. Leutnant zur See Horst Heitz)
- 17 апреля 1944 года — 9 июля 1943 года — лейтенант цур зее Эрвин Йестель (нем. Leutnant zur See Erwin Jestel)

## Флотилии
- 1 сентября 1935 года — 1 февраля 1940 года — Unterseebootsschulflottille (учебная)
- 1 марта 1940 года — 1 апреля 1940 года — Unterseebootsschulflottille (боевая служба)
- 1 мая 1940 года — 30 июня 1940 года — Unterseebootsschulflottille (учебная)
- 1 июля 1940 года — 7 августа 1944 года — 21-й флотилии (учебная)